# Susto
Susto é um sentimento biológico que ocorre quando uma pessoa vê ou ouve algo inesperado. É uma reação do corpo humano contra possíveis ameaças, que resulta no lançamento do hormônio adrenalina na corrente sanguínea. A adrenalina gera vários efeitos no corpo humano, como redirecionamento da corrente sanguínea do sistema intestinal para os músculos e a descarga de adrenalina provoca uma série de efeitos. O primeiro deles é a aceleração dos batimentos do coração e a elevação da pressão arterial. O ritmo frenético aumenta o fluxo sanguíneo nos músculos. O intuito do susto é, biologicamente, preparar o corpo humano a reagir contra a ameaça, mesmo quando esta ameaça de fato não existe (ex: filmes de terror). O susto pode causar parada cardíaca e causar tremedeiras, dilatação da pupila e/ou dores corporais, que podem ser os sinais do início da parada cardíaca em alguns casos.